# Jef van Hoof
Jef van Hoof (ur. 8 maja 1886 w Antwerpii, zm. 24 kwietnia 1959 tamże) – belgijski kompozytor.

## Życiorys
Studiował w Koninklijk Vlaams Conservatorium w Antwerpii u Paula Gilsona, Jozefa Huybrechtsa i Lodewijka Mortelmansa. W 1909 i 1911 roku zdobył belgijską Prix de Rome. Dyrygował amatorskim chórem Kunst en Vermaak oraz zespołem instrumentów dętych w Antwerpii, grał też jako organista. Od 1936 roku był nauczycielem harmonii w Koninklijk Vlaams Conservatorium, w latach 1942–1945 był jego dyrektorem.
Tworzył w stylistyce neoromantycznej. Jego dorobek obejmuje m.in. 5 symfonii (I 1938, II 1941, III 1945, IV 1951, V 1956), opery Tycho-Brahe (1911), Meivuur (1916) i Jonker Lichthart (1928), ponadto liczne utwory chóralne, pieśni i utwory na fortepian. Należy do najbardziej popularnych kompozytorów flamandzkich, sławę przyniosły mu liczne pieśni o tematyce narodowej i historycznej oraz pieśni patriotyczne, które weszły na stałe do lokalnego repertuaru.